# Természetes lovaglás
A természetes lovaglás (természetes lókiképzés, angolul: natural horsemanship) olyan szemléletmódot jelent, amely a lovaglásban - versenyzési szakágtól és stílustól függetlenül - a ló természetes ösztöneire és ménesbeli viselkedésére épített kommunikációra törekszik. Alapvető célkitűzése, hogy a lovat együttműködő partnerként kezelje, és erőszakos kényszerítő eszközök nélkül érje el, hogy a ló önként fogadja el a lovas irányítását.
A természetes lovaglás elvei egyaránt  érvényesek a kedvtelési, munka- és versenylovaglás bármilyen változatára, sőt a fogathajtásra és igás lovakra is. A természetes lókiképzés elveire alapuló ismertebb módszerek azonban nagyrészt a lovaglás különböző változataihoz kötődnek, elsősorban a western lovagláshoz.
A természetes lókiképzés szinonimájaként szokták még az erőszakmentes lókiképzés kifejezést is használni. Ez azonban csak annyiban helyes, hogy minden természetes lókiképzés célja, hogy a ló önként és ne kényszer hatására hajtsa végre a feladatokat és ennek megfelelően minél kevesebb technikai eszköz igénybevételére törekszik. Legmagasabb fokon ez nyereg és kantár nélküli, teljesen szabad lovaglást jelent. A lovak egymás közötti kommunikációja azonban egyáltalán nem erőszakmentes és a természetes lovaglás több változata ebben is a lovak világához igazodik. Ez persze soha nem jelenthet sérülést okozó vagy durva fizikai erőszakot. A természetes lovaglás egyes képviselői, elsősorban Monty Roberts az erőszak minden formáját elutasítják.

## Elméleti alapok
A természetes lovaglás kialakulása szabadon élő lovakon végzett megfigyeléseken alapszik. A ló természetes körülmények között csapatban (ménesben) élő állat, a ménes tagjai közötti kommunikáció testbeszéden alapszik.
A ló növényevő prédaállat, a ménes életmódját a biztonságra törekvés határozza meg.
A ló és ember közötti kommunikáció és együttműködés alapfeltétele, hogy a ló az embert ne tekintse ragadozónak, hanem a ménes tagjaként kezelje. A ménes felépítése szigorú rangsoron alapszik. Az ember csak akkor képes a ló együttműködési készségét megnyerni, ha a ló az embert rangsorban maga fölött állónak tekinti. A rangsor kialakulása a természetben rangsorviták sorozatán alapszik, amelyben a testi erőfölényen kívül a határozottságnak alapvető szerepe van, sőt ez utóbbi a fizikai erőfölénynél jelentősebb. A határozottság megnyilvánulásának a testbeszédben egyértelmű jelei vannak, az ember ezeknek a jeleknek a segítségével érheti el, hogy a ló dominánsnak tekintse, annak ellenére, hogy az ember fizikai erő tekintetében biztosan alulmaradna.

## Történeti áttekintés
A természetes lovaglás alapgondolataival először Xenophón Peri hippikész című írásában találkozunk, amely angol fordításban itt olvasható. Magyarul A lovászatról címmel jelent meg gyűjteményes kötetben.

## Oktatók Magyarországon
- Sárffy Tamás
- Mészáros Gyula
- Csontó Zoltán